# وید جایلز
وید جایلز یا وید - جایلز (تلفظ با آوانگاری بین‌المللی:/ˌweɪd ˈdʒaɪlz/؛ به چینی ساده شده: 拼音 韦氏؛ به چینی سنتی: 韦氏 拼音؛ به پین یین: Wéi-Shì Pīnyīn؛ و به وید - جایلز: Wei۲ - Shi۴ P'in۱ - yin۱) که گاهی به اختصار وید هم خوانده می‌شود، نوعی سیستم لاتین‌نویسی برای زبان‌های ماندارین به شمار می‌رود. این سیستم نوشتاری، شکل توسعه یافته و تکمیل شدهٔ سیستمی است که توسط توماس وید در اواسط قرن نوزدهم میلادی ابداع گردید و به نام خود او(به چینی ساده شده: 威 妥 玛 拼音؛ به چینی سنتی: 威 妥 玛 拼音؛ به پین یین: Wēituǒmǎ Pīnyīn؛ به وید - جایلز: Wei۱-t'o۳-ma۳ P'in۱-yin۱)، شهرت یافت. این سیستم بعدها و در سال ۱۸۹۲ میلادی، توسط مولفین فرهنگ لغت چینی به انگلیسی موسوم به هربرت جایلز، تکمیل گردید.
سیستم وید - جایلز، تنها سیستم رونویسی و نسخه برداری در دنیای انگلیسی زبان در بخش اعظم قرن بیستم بود، که در چند کتاب مرجع و استاندارد و همچنین در تمامی کتاب‌های منتشر شده در مورد چین قبل از ۱۹۷۹، مورد استفاده قرار گرفت. این سیستم در واقع جایگزین سیستم لاتین‌نویسی مبتنی بر توافق نانجینگ گردید که استفاده از آن تا اواخر قرن نوزدهم شایع بود. سیستم وید جایلز، امروزه بیشتر جای خود را به سیستم پین یین (سیستمی که توسط دولت چین توسعه یافت و استفاده از آن از سال ۱۹۵۸ به تصویب رسید) داده‌است، اما در عین حال استفاده از آن در پاره‌ای از موارد، به ویژه در مورد نام افراد و اسامی برخی از شهرستانها، هنوز هم در جمهوری چین (تایوان) رایج است.